# Barneoudia balliana
Barneoudia balliana là một loài thực vật có hoa trong họ Mao lương. Loài này được Britton mô tả khoa học đầu tiên năm 1892.